# Berta diacte
Berta diacte är en fjärilsart som beskrevs av Louis Beethoven Prout 1934. Berta diacte ingår i släktet Berta och familjen mätare. Inga underarter finns listade i Catalogue of Life.